# واسطه (یمن)
 واسطه  به عربی ( الواسِطَة ) دهستان بزرگی از توابع استان مَحویت در کشور یمن و در شبه جزیره عربستان واقع می‌باشد. روستایی در ناحیهٔ (عزلة) و در ناحیه جنوبی (الخبت) واقع شده‌است.

## جمعیت
جمعیت این دهستان در حدود ۱۸۷۶ نفر می‌باشد. ساکنان این دهستان از اهل سنت از شاخه شافعی، و از اهل شیعه  زیدی  هستند. و بزبان عربی تکلم می‌کنند.

## منبع
- المقحفی، ابراهیم، احمد ، (مُعجَم المُدُن وَالقَبائِل الیَمَنِیَة) ، منشورات دار الحکمة، صنعاء، چاپ پنجم، وانتشار سال ۱۹۸۵ میلادی به (عربی).